# Salpis scodionata
Salpis scodionata är en fjärilsart som beskrevs av Paul Mabille 1885. Salpis scodionata ingår i släktet Salpis och familjen mätare. Inga underarter finns listade.